# Christian Sonesson
Carl Christian Fredrik Sonesson, född 4 april 1980 i Staffanstorps församling, Malmöhus län, är en svensk politiker (moderat). Han är kommunalråd och kommunstyrelsens ordförande i Staffanstorps kommun sedan 1 januari 2013.
Christian Sonesson har även suttit två mandatperioder i Skånes regionfullmäktige.
Sonesson valdes även in i Sveriges riksdag i samband med valet 2022 och blev den mest personkryssade kandidaten för moderaterna i sin valkrets. Han valde kort därefter att lämna riksdagen för att fortsätta som kommunalråd i sin hemkommun, Staffanstorp, där Moderaterna fick knappt 45 % av rösterna. 
Han är son till Carl Sonesson, tidigare regionstyrelsens ordförande i Region Skåne (1998–2002) och bror till Carl-Johan Sonesson, nuvarande regionstyrelsens ordförande i Region Skåne (2018– ).